# Diplotemnus garypoides
Diplotemnus garypoides är en spindeldjursart som först beskrevs av Edvard Ellingsen 1906.  Diplotemnus garypoides ingår i släktet Diplotemnus och familjen Atemnidae. Inga underarter finns listade i Catalogue of Life.